# Trylogia Snów
Trylogia snów (niem. Silber – Die Trilogie der Träume) – niemiecka trylogia fantasy dla młodzieży autorstwa Kerstin Gier. Była wydawana w latach 2013-2015. Oryginalnie pojawiła się nakładem wydawnictwa Fischer. W Polsce ukazała się w tłumaczeniu Agnieszki Hofmann pod szyldem wydawnictwa Media Rodzina. Opowiada o szesnastoletniej Liv, która po przeprowadzce do Londynu zdobywa umiejętność świadomego śnienia. Pierwsza i druga część trafiła na listy bestsellerów w czasopiśmie Buchreport w 2014 i 2015 roku.

## Książki w serii
| Numer w serii | Polski tytuł                 | Oryginalny tytuł                    | Oryginalny nr ISBN     | Polski nr ISBN         | Data oryginalnego wydania | Komentarz |
| ------------- | ---------------------------- | ----------------------------------- | ---------------------- | ---------------------- | ------------------------- | --------- |
| 1             | Silver. Pierwsza księga snów | Silber - Das erste Buch der Träume  | ISBN 978-3-596-52289-7 | ISBN 978-83-8008-185-7 | 2013                      |           |
| 2             | Silver. Druga księga snów    | Silber - Das zweite Buch der Träume | ISBN 978-3-596-52290-3 | ISBN 978-83-8008-250-2 | 2014                      |           |
| 3             | Silver. Trzecia księga snów  | Silber - Das dritte Buch der Träume | ISBN 978-3-596-52291-0 | ISBN 978-83-8008-296-0 | 2015                      |           |

## Fabuła

### Silver. Pierwsza księga snów
Rodzice Liv rozstali się lata temu i co rok zmieniają miejsce zamieszkania. Tym razem szesnastolatka wraz z młodszą siostrą Mią, opiekunką Lottie, mamą Ann oraz psem zamieszkują w Londynie. Tam okazuje się, że rodzicielka dziewczyn jest od pół roku w związku z posiadającym nastoletnie dzieci mężczyzną. Ann chce wprowadzić się do domu ukochanego wraz z córkami, a jej chłopak, Ernest, załatwia im miejsca w prestiżowej szkole. W trakcie pierwszych dni szkoły Liv poznaje grupę tajemniczych, ale przystojnych starszych uczniów i szybko zauważa, że coś jest z nimi nie tak. W trakcie kolacji u rodziny Ernesta okazuje się, że jeden z uczniów, Grayson, to jego syn. Liv i Mia nie są zbyt szczęśliwe z wyborów Ann, ale starsza z sióstr zaczyna podejrzewać, że z chłopcami coś jest nie tak. Gdy zostaje zaproszona przez nich na imprezę, zarówno Grayson, jak i sympatyczny Henry odwodzą ją od przybycia, ale pozostałym wyraźnie zależy na przybyciu dziewczyny. Na dodatek, gdy Liv zasypia w bluzie Graysona, ma bardzo dziwny i realistyczny sen, w którym biorąc udział wszyscy chłopcy ze szkoły, odprawiając jakiś tajemniczy rytuał. Nastolatka postanawia więc sprawdzić, co kombinują jej koledzy ze szkoły.